# Sacrificio di Isacco (Rembrandt)
Sacrificio di Isacco è un dipinto a olio su tela (193x132,5 cm) realizzato nel 1635 dal pittore Rembrandt Harmenszoon Van Rijn. È conservato nel Museo dell'Ermitage di San Pietroburgo. L'opera è firmata e datata "REMBRANDT. F. 1635".
La scena raffigura il momento culminante dell'episodio biblico: Dio chiese ad Abramo di sacrificare il suo unico figlio Isacco come prova della sua fede. Nel momento in cui il vecchio sta per colpire il ragazzo, un angelo inviato da Dio ferma la mano armata.
Il pittore congela la caduta del coltello, dipingendolo ancora sospeso tra la mano di Abramo e il suolo. La drammaticità della scena è sottolineata dalla mano sinistra dell'anziano, che tiene ferma la testa del figlio per scoprirgli la gola. Il ragazzo è rappresentato seminudo, con le mani legate dietro la schiena e con petto e collo in fuori. In basso a sinistra si intravede la pianta del suo piede destro. Il fisico del giovane esile non è muscoloso.
La composizione e la violenza della rappresentazione richiamano le opere di altri pittori del Barocco, come Caravaggio e i Carracci.